# Bairros de Lisboa

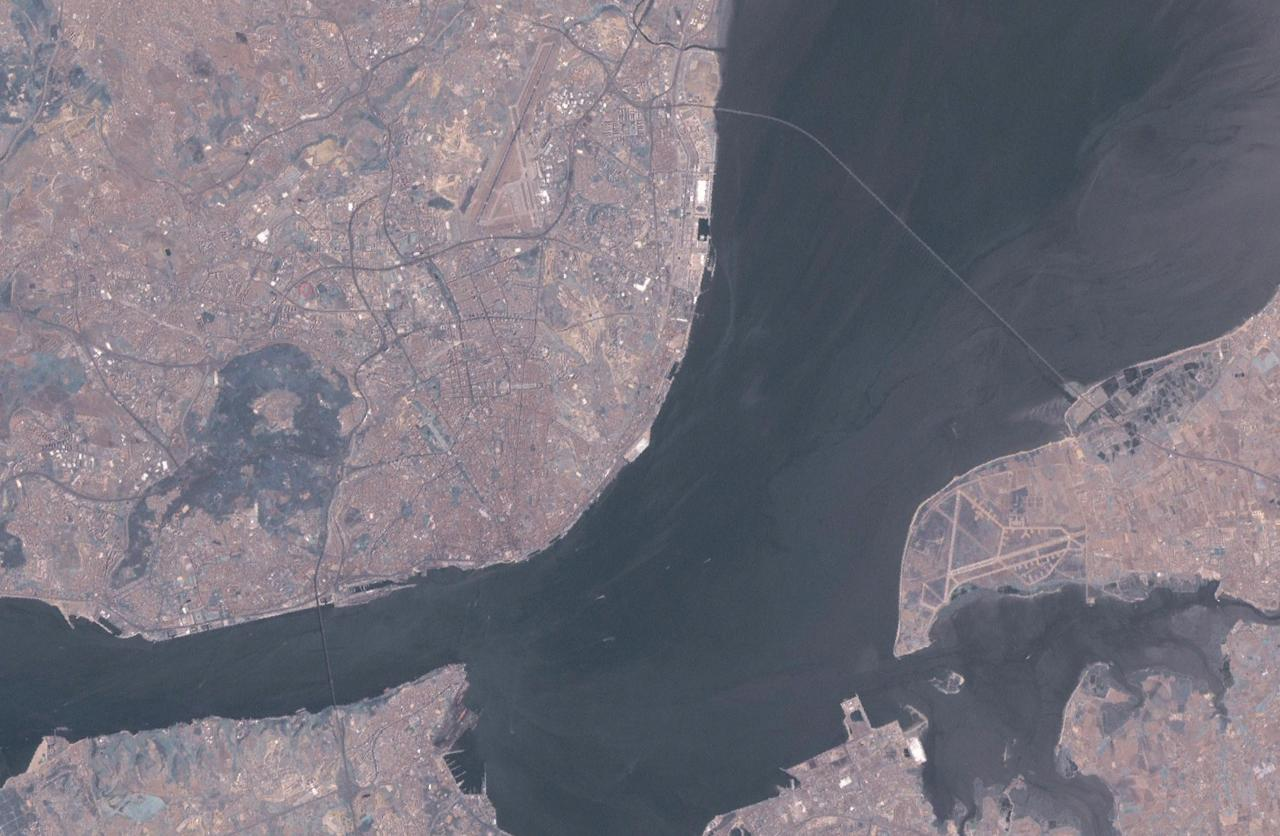
VIsta de satélite de Lisboa

A mais baixa subdivisão administrativa de Lisboa é a freguesia. No entanto, existem divisões informais, a que se chamam popularmente bairros, que não respeitam na grande maioria das vezes os limites das freguesias. Casos há de bairros que se estendem por mais do que uma freguesia, ou freguesias que no seu interior contêm vários bairros. É importante, contudo, não confundir estes bairros (bairros populares, bairros tradicionais, etc.) com os bairros fiscais (áreas de administração fiscal por parte de uma repartição de Finanças), bem como com os quatro bairros administrativos de Lisboa (que agrupam várias freguesias em quatro agrupamentos regionais lisboetas), ambos oficiais.

## História

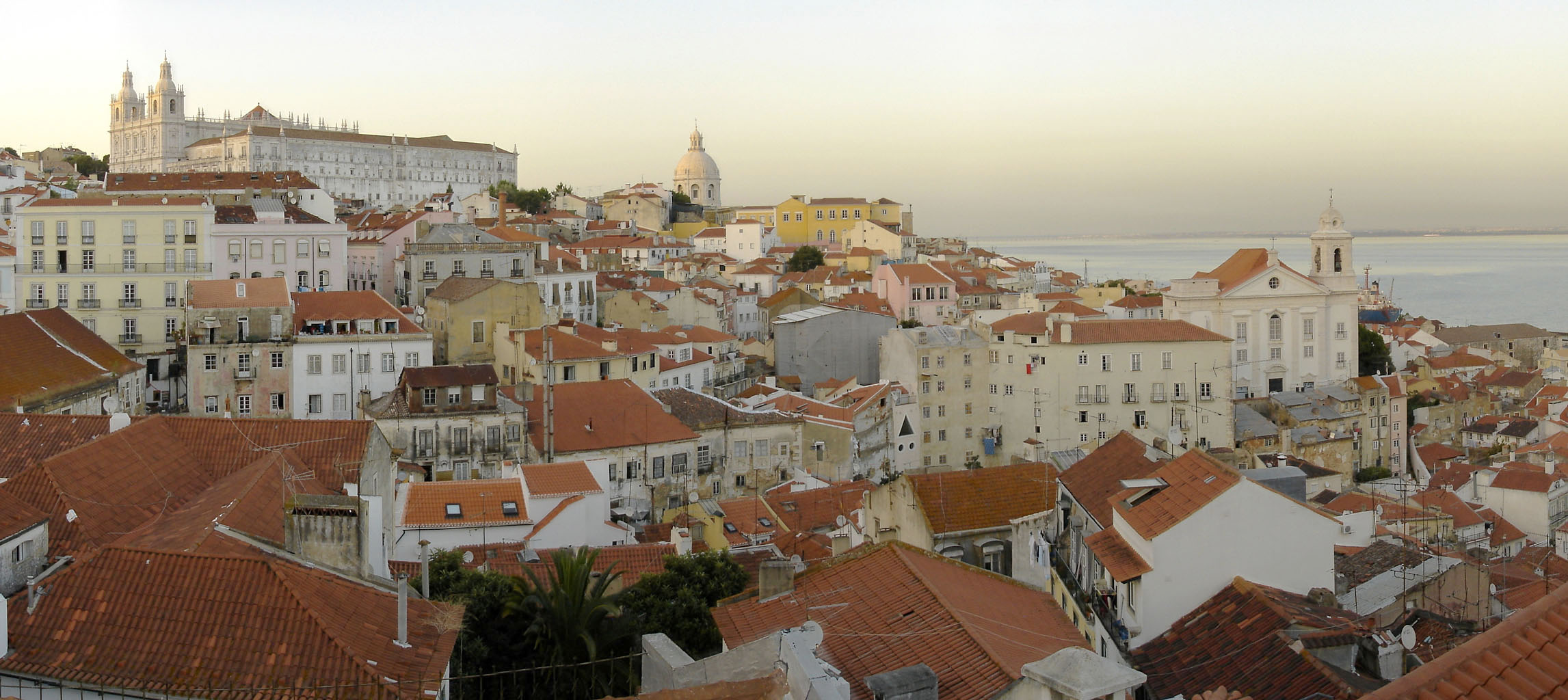
Vista de Alfama, um dos mais importantes bairros históricos da cidade.

O conceito de bairro propriamente dito, ou seja, um conjunto urbano no qual os edifícios são feitos todos segundo um projecto único, apareceu por volta da Revolução Industrial, devido à necessidade de albergar os operários das fábricas. Contudo, antes disso, já as habitações eram erguidas com uma certa ordem, formando pequenos aglomerados urbanos dentro da cidade. Caso disso são os bairros históricos de Alfama ou o Bairro Alto.

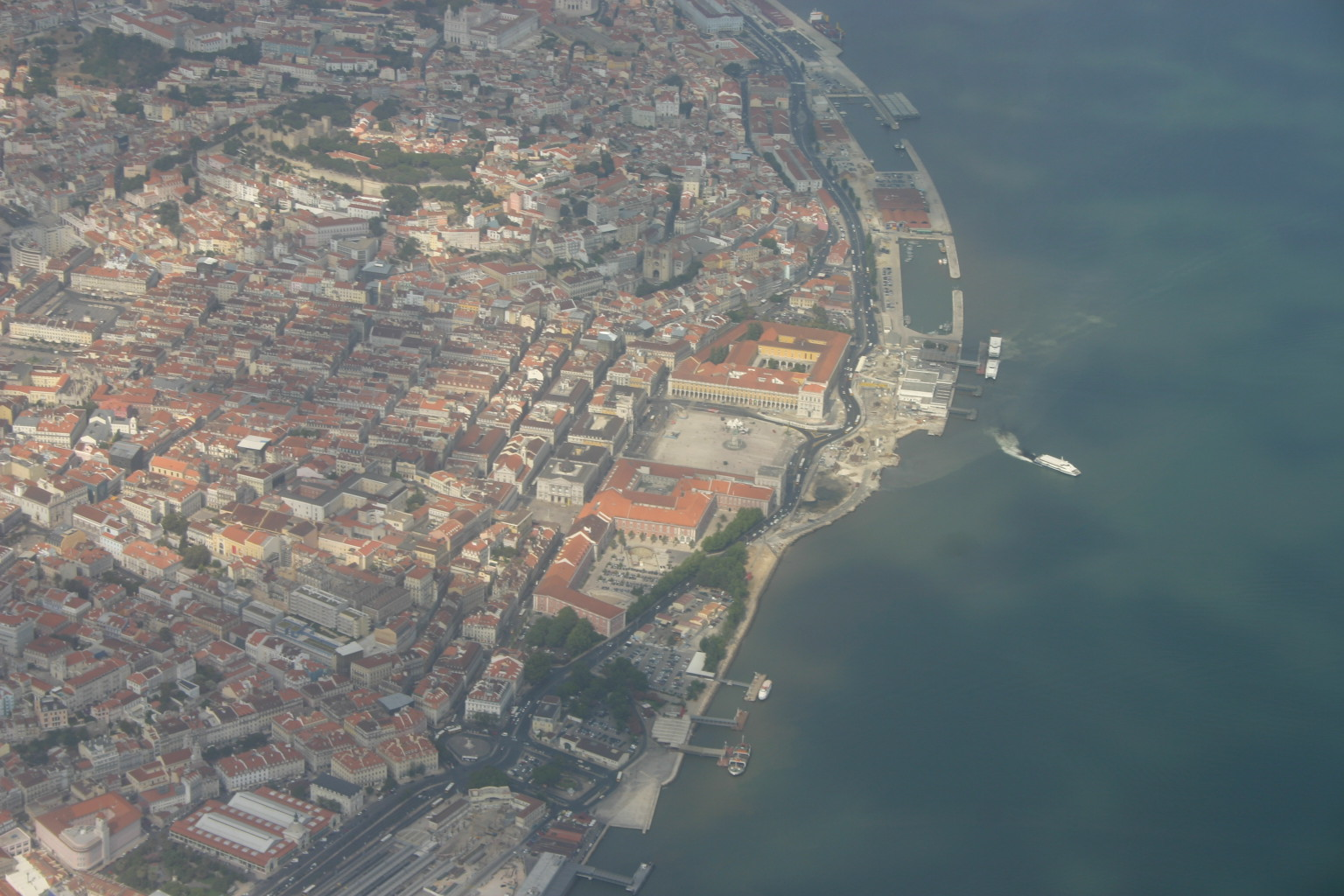
Baixa Pombalina

O primeiro grande projecto urbanístico deste estilo apareceu na necessidade de reconstruir a baixa lisboeta depois do Terramoto de 1755. O Marquês de Pombal, ministro do rei D. José, mandou reconstruir a zona da cidade, completamente arrasada pelo desastre natural, segundo o mais modernos princípios urbanísticos e arquitectónicos. Daí nasceu a baixa Pombalina, caracterizada pela malha ortogonal e ritmada, onde os edifícios utilizavam modernas técnicas de estrutura (gaiola pombalina), para mitigar consequências de futuros desastres similares aos causadores da reconstrução da baixa.
Foi porém, no início do século XX, que os bairros começaram a aparecer predominantemente na malha urbana lisboeta. Depois da proclamação da República, tornou-se imperativo para os dirigentes de então o alojamento dos muitos habitantes que viviam em bairros clandestinos que se tinha desenvolvido ao longo dos tempos na periferia da cidade. Em 1918 foi institucionalizada a habitação promovida pelo Estado. Apareceram vários projectos de bairros sociais, tais como o Arco do Cego ou a Ajuda-Boa Hora. Esses projectos não saíram do papel até à década de 30; o Estado Novo promoveu a construção de bairros em grande escala destinado às classes baixa e média-baixa. Não seriam porém bairros sociais, mas sim bairros de casa económicas, como Salazar gostava que fossem tratados.

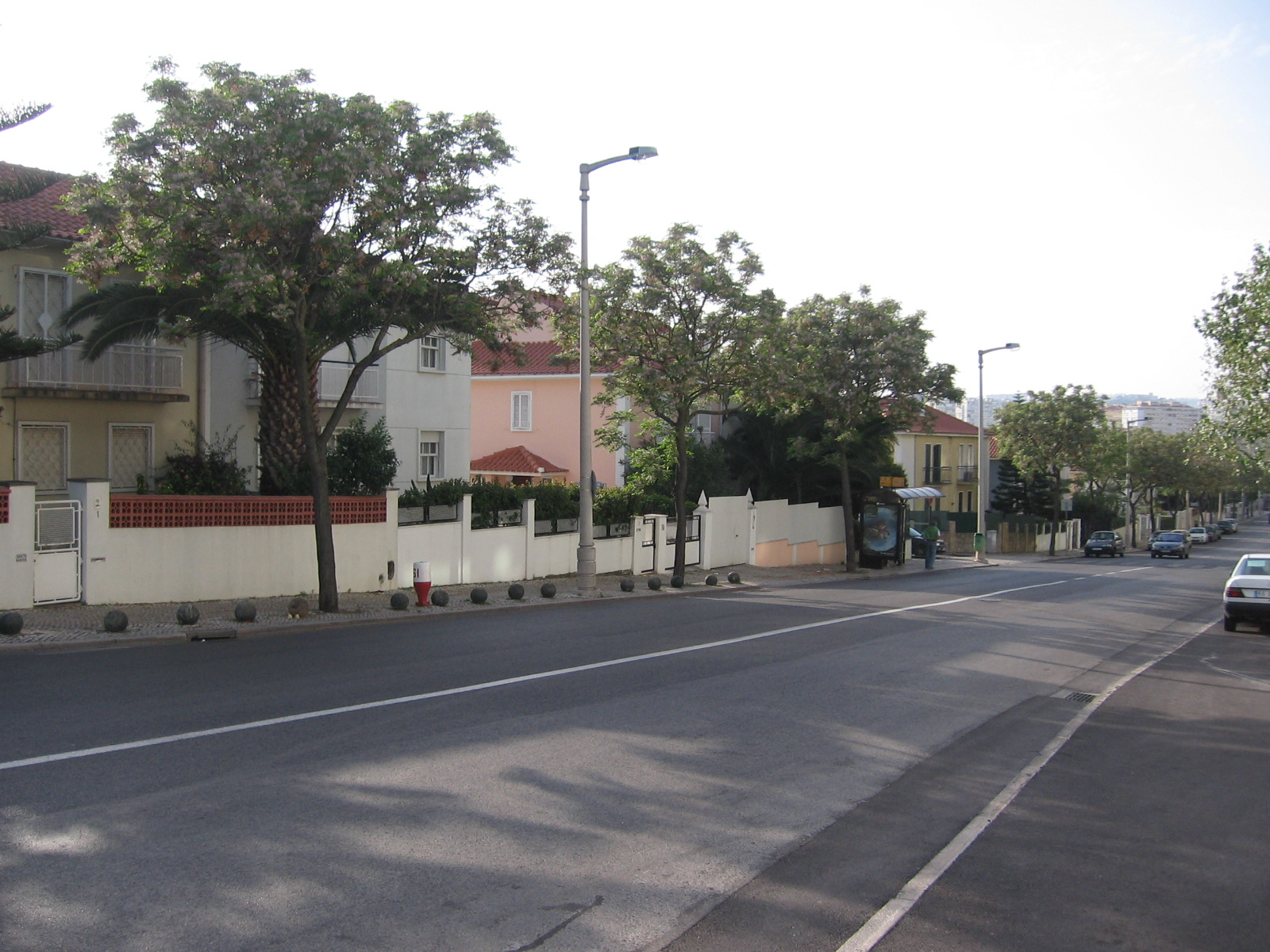
Bairro de Santa Cruz intregrado no projecto dos "Novos Bairros" levado a cabo por Duarte Pacheco, durante o Estado Novo.

Em 1926, a Câmara Municipal iniciou o "estudo de bairros operários" que mais tarde, em 1928, se veio a reflectir no projecto dos Novos Bairros. O bairro do Alvito foi o primeiro a ser erguido. Foi o bairro piloto deste grande empreendimento que se viria a estender até ao final da década de 60. Estes bairros eram baseados na ideia de cidade jardim, em vigor em todo a Europa (principalmente no Reino Unido); situavam-se na periferia da cidade e eram caracterizados pela simetria e grande organização. Os espaços verdes tomavam um papel importante neste tipo de conjunto urbano, pois sendo casas económicas o único e verdadeiro lazer dos habitantes seria o ar livre. De referir também que estes bairros eram constituídos por casas baixas, normalmente geminadas aos pares. Numa primeira fase apareceram bairros como a Encarnação (o maior e mais característico deste período, principalmente devido às suas grandes dimensões), Santa Cruz ou Madre de Deus. Mais tarde apareceram também, na mesma ordem de ideias, mas já influenciados em parte pela Carta de Atenas, os bairros do Restelo e de Alvalade.
Os princípios defendidos na Carta de Atenas foram verdeiramente aplicados a partir da década de 50. A Quinta do Charquinho, as Pedralvas ou Bairro Padre Cruz são exemplo disso. Edifícios de habitação em altura, rodeados de jardins e vias pedonais (escassos mas existentes) desenvolviam-se também na orla da cidade acelerando o avanço da cidade em direcção aos seus limites geográficos. Depois do 25 de Abril a cidade começou a expandir-se para além dos seus limites, aparecem grandes complexos urbanos na Amadora, Almada (facilitado pela existência da Ponte 25 de Abril), entre outros.
Mais recentemente, impulsionados pela Expo 98, surgiram vários empreendimentos urbanísticos na zona oriental da cidade nomeadamente o Parque das Nações. A Alta de Lisboa é também uma zona em franco desenvolvimento. Estes novo tipo de habitação já não se enquadra na habitação social promovida pelo Estado, do início do século, mas sim num tipo de habitação mais luxuoso destinado às classes alta e média-alta.

## Bairros

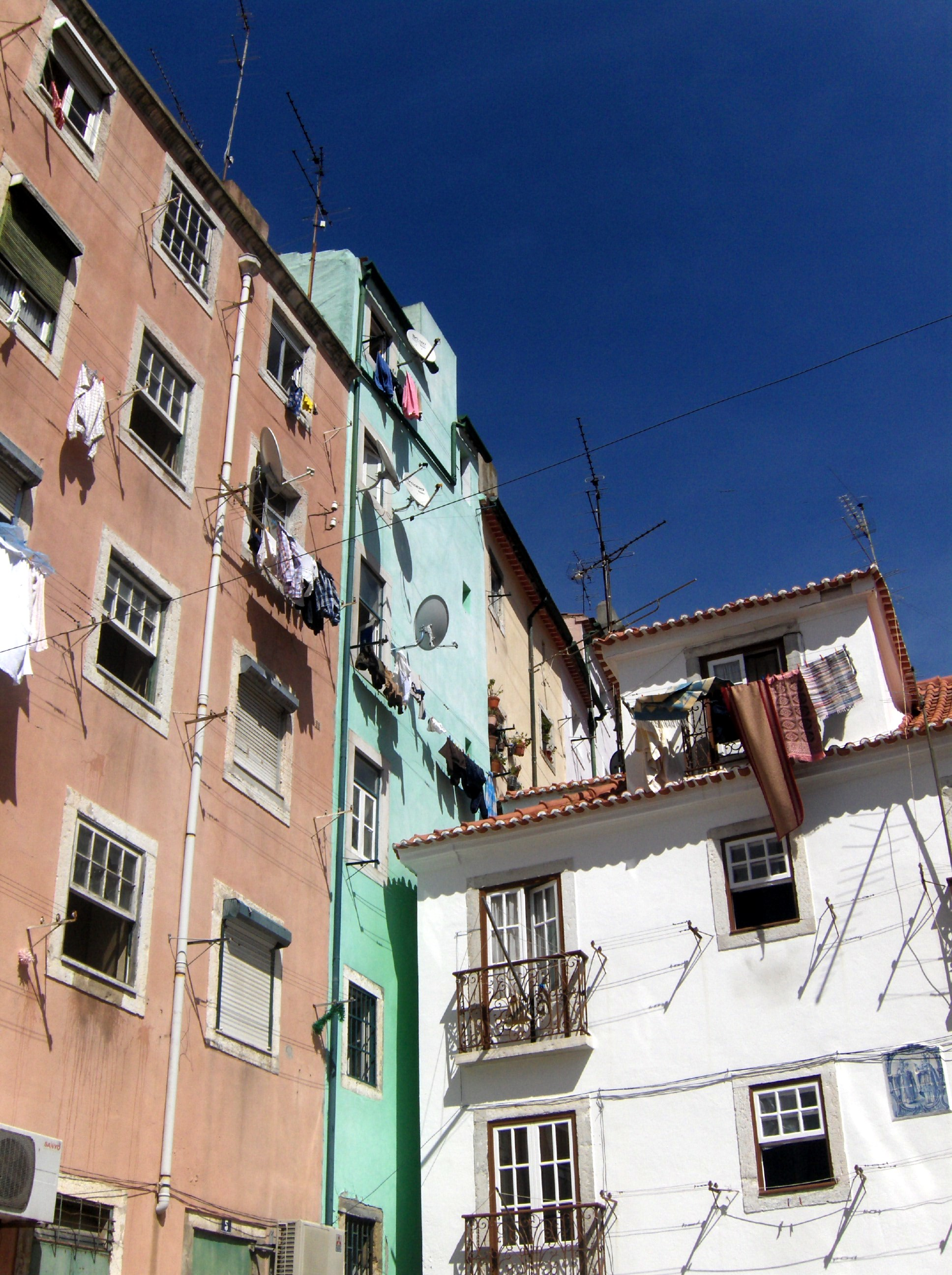
Beco dos Três Engenhos, junto à Rua do Capelão, Mouraria.

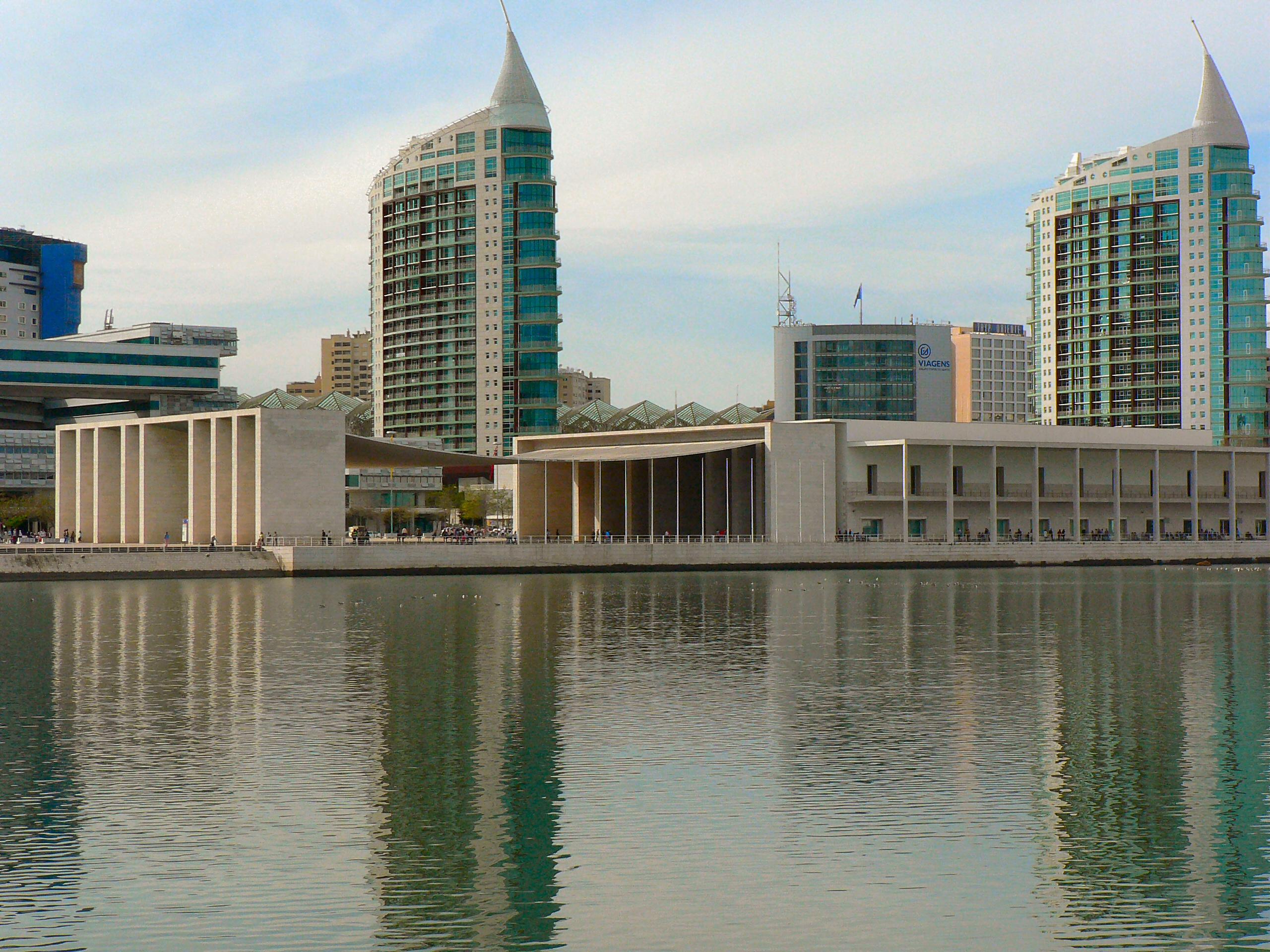
O Parque das Nações nasceu da Expo 98, e é um dos mais modernos lisboetas.

Actualmente esta é a lista dos bairros da cidade de Lisboa:
| - Alcântara-Mar - Alcântara-Rio - Alfama - Alta de Lisboa - Alto da Ajuda - Alto da Faia - Alto de Santo Amaro - Alto do Chapeleiro - Alto do Lumiar - Alvalade - Areeiro - Amoreiras - Dois de Maio - Alto da Serafina - Alto dos Moinhos - Bairro Alto - América - Andrade - Bairro Azul - Grandella - Bairro da Ajuda - Boavista - Calçada dos Mestres - Casal dos Machados - Cascalheira - Cruz Vermelha - Curraleira - Bairro da Encarnação - Bairro da Flamenga - Bairro da GNR - Bairro da Horta Nova - Liberdade (Lisboa) - Bairro da Musgueira Norte - Bairro da Musgueira Sul - Prodac - Quinta da Calçada - Quinta da Luz - Quinta das Conchas - Quinta de Barros - Alto do Pina | - Quinta do Cabrinha - Quinta do Charquinho - Quinta do Jacinto - Quinta do Lavrado - Quinta do Morgado - Bairro da Rocha - Liberdade - Bairro das Amendoeiras - Bairro das Calvanas - Bairro das Colónias - Bairro das Estacas - Bairro das Furnas - Galinheiras - Bairro das Salgadas - Bairro de Alcântara - Bairro de Caselas - Bairro de Inglaterra - Santa Catarina - Santa Cruz - Bairro de Santos - Bairro de São João - Bairro de São Miguel - Bairro do Alto da Ajuda - Bairro do Alvito - Arco do Cego - Bairro do Armador - Bairro do Calhau - Bairro do Caramão da Ajuda - Bairro do Casalinho da Ajuda - Castelo | - Bairro do Condado - Bairro do Rego - Bairro do Relógio - Bairro dos Actores - Bairro dos Alfinetes - Bairro dos Funcionários da Cadeia de Monsanto - Bairro dos Ingleses - Bairro dos Lóios - Bairro dos Retornados - Sete Céus - Estrela d'Ouro - Bairro Lopes - Bairro Madre Deus - Bairro Novo de Belém - Bairro Novo de Benfica - Bairro Novo do Grilo - Bairro Padre Cruz - Bairro São João de Brito - Baixa - Beirolas - Bela Flor - Bela Vista - Benfica - São Domingos de Benfica - Bica - Braço de Prata - Cabo Ruivo - Calhariz de Benfica - Campo de Ourique - Carmo - Casal Ventoso - Casal Vistoso - Charneca - Chelas - Cidade Universitária - Desterro - Desvio - Entrecampos - Estefânia - Estrela - Forte da Ameixoeira - Galinheiras - Graça - Intendente - Lapa - Laranjeiras - Madragoa - Marvila - Matinha | - Mouraria - Núcleo histórico da Ameixoeira - Olaias - Olivais-Norte - Olivais-Sul - Olivais-Velho - Bairro do Oriente - Paço do Lumiar (Lisboa) - Palma (Lisboa) - Pampulha (Lisboa) - Parque das Nações - Parque dos Príncipes - Pedralvas - Pedrouços - Picheleira - Picoas - Poço do Bispo - Pote de Água - Príncipe Real - Quinta da Torrinha - Quinta das Laranjeiras - Quinta das Lavadeiras - Quinta das Mouriscas - Quinta de São João Baptista - Quinta de São Vicente - Quinta do Grafanil - Quinta do Lambert - Quinta do Loureiro - Quinta do Marquês de Abrantes - Quinta dos Ourives - Rio Seco - Restelo - Santa Clara - São Bento - Sapadores - Sete Rios - Tapada da Ajuda - Telheiras - Trindade - Vale de Alcântara - Vale de Santo António - Vale Formoso de Cima - Vale Fundão - Xabregas - Zona I - Zona J - Zona L - Zona N2 |